# Chappes (Puy-de-Dôme)
 Chappes  es una población y comuna francesa, situada en la región de Auvernia, departamento de Puy-de-Dôme, en el distrito de Riom y cantón de Ennezat.

## Demografía
| 551 | 545 | 718 | 802 | 987 | 1158 |
| Para los censos de 1962 a 1999 la población legal corresponde a la población sin duplicidades (Fuente: INSEE [Consultar]) |     |     |     |     |      |